# Liberty Stadion
A Liberty Stadium egy walesi labdarúgóstadion, mely Swansea-ben található.
Az elsőosztályú Swansea City használja. 2005-ben nyílt meg. Korábbi neve White Rock Stadium. Az aréna maximális befogadóképessége 20 750 néző.

## Fordítás
Ez a szócikk részben vagy egészben  a   Liberty Stadium című angol Wikipédia-szócikk fordításán alapul.  Az eredeti cikk szerkesztőit annak laptörténete sorolja fel. Ez a jelzés csupán a megfogalmazás eredetét és a szerzői jogokat jelzi, nem szolgál a cikkben szereplő információk forrásmegjelöléseként.